# Norman (Mondkrater)
Norman ist ein kleiner, schüsselförmiger Einschlagkrater auf der Mondvorderseite in der Ebene des Oceanus Procellarum, nordöstlich des Kraters Herigonius und südlich von Euclides.
Der Krater wurde 1976 von der IAU nach dem englischen Seefahrer und Wissenschaftler Robert Norman offiziell benannt. Zuvor wurde der Krater als Euclidus B bezeichnet.